# Tatakau Tame ni Umareta Senshi
Tatakau Tame ni Umareta Senshi é um single de Hironobu Kageyama lançado pela Nippon Columbia em 21 de agosto de 1993 com duas faixas.

## Produção
As duas faixas foram compostas para o especial de TV Ultraman vs Kamen Rider, uma celebração das duas franquias. A faixa-título foi a abertura e o lado B, o encerramento.
As composições ficam sob a tutela de Asei Kobayashi e Koichiro Maeda, ambos com longas carreiras compondo músicas para animes e séries de tokusatsu. O mesmo pode ser dito do letrista Hiroo Takada.
O arranjo do lado B foi feito por Kohei Tanaka, que anos depois viria a compor "We Are!", primeira abertura de One Piece. Ela já havia trabalhado na trilha sonora de Esquadrão Relâmpago Changeman, com canções que podem ser encontradas no álbum Dengeki Sentai Changeman Hit Kyokushuu.

## Recepção
O site Maaktsuu comemorou a celebração das franquias que resultou neste single, elogiando a capacidade vocal de Kageyama.

## Legado
As músicas marcaram ambas as franquias, sendo presença em álbuns comemorativos das trilhas sonoras das mesmas, como Super Hero Chronicle: Kamen Rider Sonyuka Dai Zenshu II e Ultraman Shudaika Sonyuka Dai Zenshu III.
Kageyama incluiu a faixa-título em dois álbuns comemorativos de sua carreira, Hironobu Kageyama 20th Anniversary Eternity; e Kage chan Pack ~Kimi to Boku no Daikoushin~.

## Faixas
| N.º            | Título                           | Letras         | Música         | Arranjo        | Duração |  |
| 1.             | "Tatakau Tame ni Umareta Senshi" | Hiroo Takada   | Asei Kobayashi | Takeo Suzuki   | 3:12    |  |
| 2.             | "Hero wa Hitori Janai"           | H. Takada      | Koichiro Maeda | Kohei Tanaka   | 4:46    |  |
| Duração total: | Duração total:                   | Duração total: | Duração total: | Duração total: | 7:58    |  |